# Fritz Held (Rennfahrer)

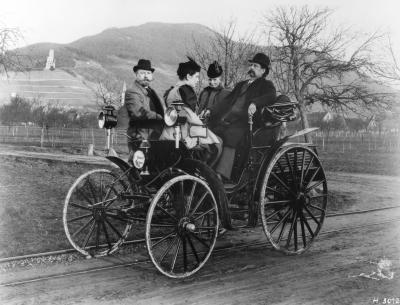
Carl und Bertha Benz, ihre Tochter Clara und Fritz Held (v. l. n. r.) auf einem Benz Victoria 1894 bei einer Spazierfahrt bei Schriesheim

Fritz Held (* 2. Oktober 1867 in Mannheim; † 2. August 1938 in Baiersbronn) war ein deutscher Unternehmer und Automobilrennfahrer.

## Werdegang
Fritz Held zählt zu den Pionieren des Automobils und des Motorsports in Deutschland. Ab Mitte der 1880er-Jahre war er mit Carl Benz und dessen Familie eng verbunden. Er war Inhaber der Firma Fritz Held, Automobile, Mannheim und fungierte auch als Vertreter der Marke Benz.
In der Zeit der Jahrhundertwende zwischen dem 19. und 20. Jahrhundert startete Held erfolgreich bei Automobilwettfahrten. Anfang Juli 1899 fuhr er auf dem Benz 8 PS Rennwagen, dem ersten veritablen Rennwagen der Benz & Cie., zusammen mit Beifahrer Hans Thum bei der Fernfahrt Frankfurt–Köln über eine Strecke von 193,2 km mit einer Durchschnittsgeschwindigkeit von 22,5 km/h den Klassensieg ein und gewann die Große Goldene Medaille. Zweiter wurde ein weiterer 8 PS, pilotiert von Emil Graf. Mit einer auf 12 PS leistungsgesteigerten Version des von Carl Benz erfundenen „Contra-Motors“ erreichte Held drei Wochen später hinter dem Sieger Eugène de Dietrich (De Dietrich) Rang zwei bei der Fahrt Innsbruck–München. Im September 1899 gewann er zusammen mit Carl Benz’ Sohn Richard auf dem 12 PS die Wettfahrt Berlin–Leipzig.
Am 13. Mai 1900 siegte Held zusammen seinem Beifahrer, dem 25-jährigen Benz-Chefmechaniker Mathias Bender auf einem Benz 16 PS Rennwagen beim Rennen Mannheim-Pforzheim-Mannheim. Die Veranstaltung wurde zu Ehren der ersten erfolgreichen Fernfahrt mit einem Automobil, die Bertha Benz 1888 mit dem Benz Patent-Motorwagen Nummer 3 auf der Route gelungen war, absolviert.
Fritz Held starb im August 1938 im Alter von 70 Jahren in Baiersbronn.